# Georges Kobenhaupt
Georges Kobenhaupt (ou Georg Kobenhaupt) est un orfèvre actif à Strasbourg au XVIe siècle.
Compte-tenu du nombre et de la qualité des pièces conservées, Georges Kobenhaupt peut être considéré comme « le plus grand orfèvre strasbourgeois », également le premier d'entre eux d'un point de vue chronologique.

## Biographie
Les recherches menées par les historiens aux Archives de Strasbourg et à celles du Bas-Rhin, puis une thèse allemande de 1977 ont permis de réunir quelques éléments biographiques, quoique limités.
Georges Kobenhaupt n'est pas né à Strasbourg, mais à Wurtzbourg en Basse-Franconie, au nord-ouest de la Bavière. Sa présence à Strasbourg serait attestée à partir de 1534. En revanche on sait avec certitude qu'il y a été reçu maître en 1540 : il occupe en effet la première place parmi les orfèvres inscrits sur les tables d’insculpation conservées au musée historique de Strasbourg.

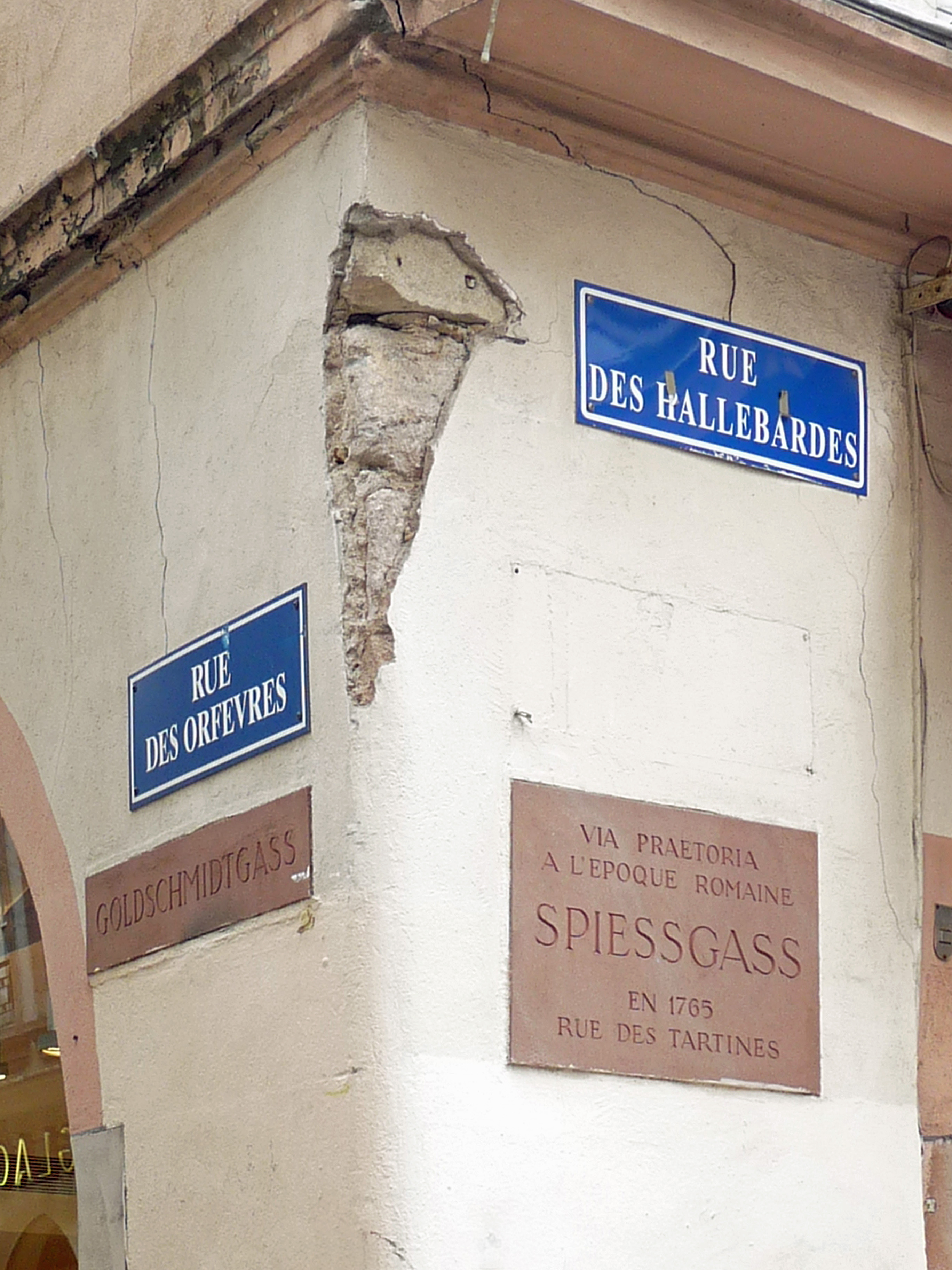
Angle de la rue des Orfèvres et de la rue des Hallebardes.

En 1545 il acquiert une maison dans l'actuelle rue des Hallebardes (alors Spiessgasse), à proximité de la rue des Orfèvres (Goldschmiedgasse) et de la cathédrale. Il y est toujours domicilié en 1558, d’après le registre de baptêmes de la paroisse Saint-Nicolas, où il figure, ainsi qu’à Saint-Thomas, à plusieurs reprises comme parrain, et son épouse comme marraine.
En 1577, il est mentionné comme maître de la corporation de l’Échasse,. La consultation des archives révèle plusieurs démêlés judiciaires : il est ainsi en procès avec Nicolas Meyger, échevin de l’Échasse, pour lequel il s’était porté garant pour une somme de 375 florins, ; entre 1557 et 1573, il mène un autre procès d’abord devant la cour aulique de Rottweil, puis devant la Chambre impériale de Spire, contre Vahel Jud de Kintzheim (ou Kientzheim) au sujet de 50 florins que lui devait ce dernier,.
En 1572 la Ville de Strasbourg s'adresse à Georges Kobenhaupt, « le célèbre orfèvre et graveur de sceaux » (der Goltschmidt und Sigelschneyder), pour la réalisation d’un nouveau sceau.
Kobenhaupt a notamment un fils prénommé Hans Jörg (ou Georg), également orfèvre, né au plus tard en 1552, voire en 1551. Il est inscrit sur la table d’insculpation en 1567.

## Œuvre
Sa pièce la plus remarquable est un hanap en vermeil (Rappoltsteiner Pokal) , rehaussé d’émaux, haut de 76 cm, qu’il exécute en 1543 sur commande pour le mariage de Georges de Ribeaupierre (Rappoltstein) avec Elisabeth de Helfenstein. La pièce, conservée à la Schatzkammer de la Résidence de Munich, est surchargée de sujets religieux, allégoriques et mythologiques et vise à célébrer la puissance du commanditaire. Dans les niches du socle sont représentés les travaux des mineurs dans les mines d’argent de la vallée de Sainte-Marie-aux-Mines, que les Ribeaupierre possédaient dans la vallée voisine. Ces motifs miniers pourraient avoir inspiré Sebastian Munster lorsqu'il ajoute à l'édition de 1555 de sa Cosmographia Universalis un chapitre consacré à l'activité minière, qui n'y figurait pas dans la première version de 1544.

Hanap de Ribeaupierre (Résidence de Munich).
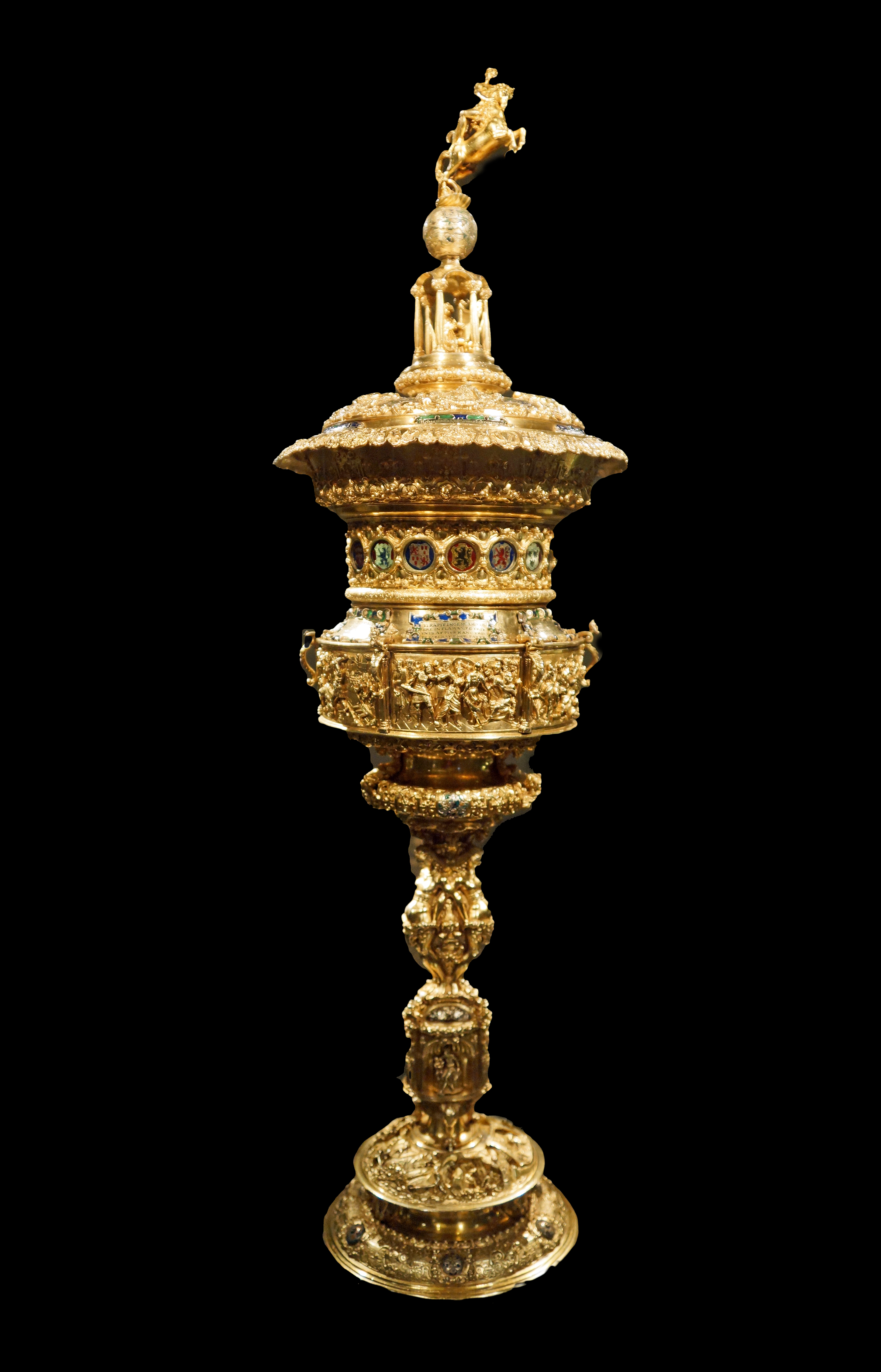
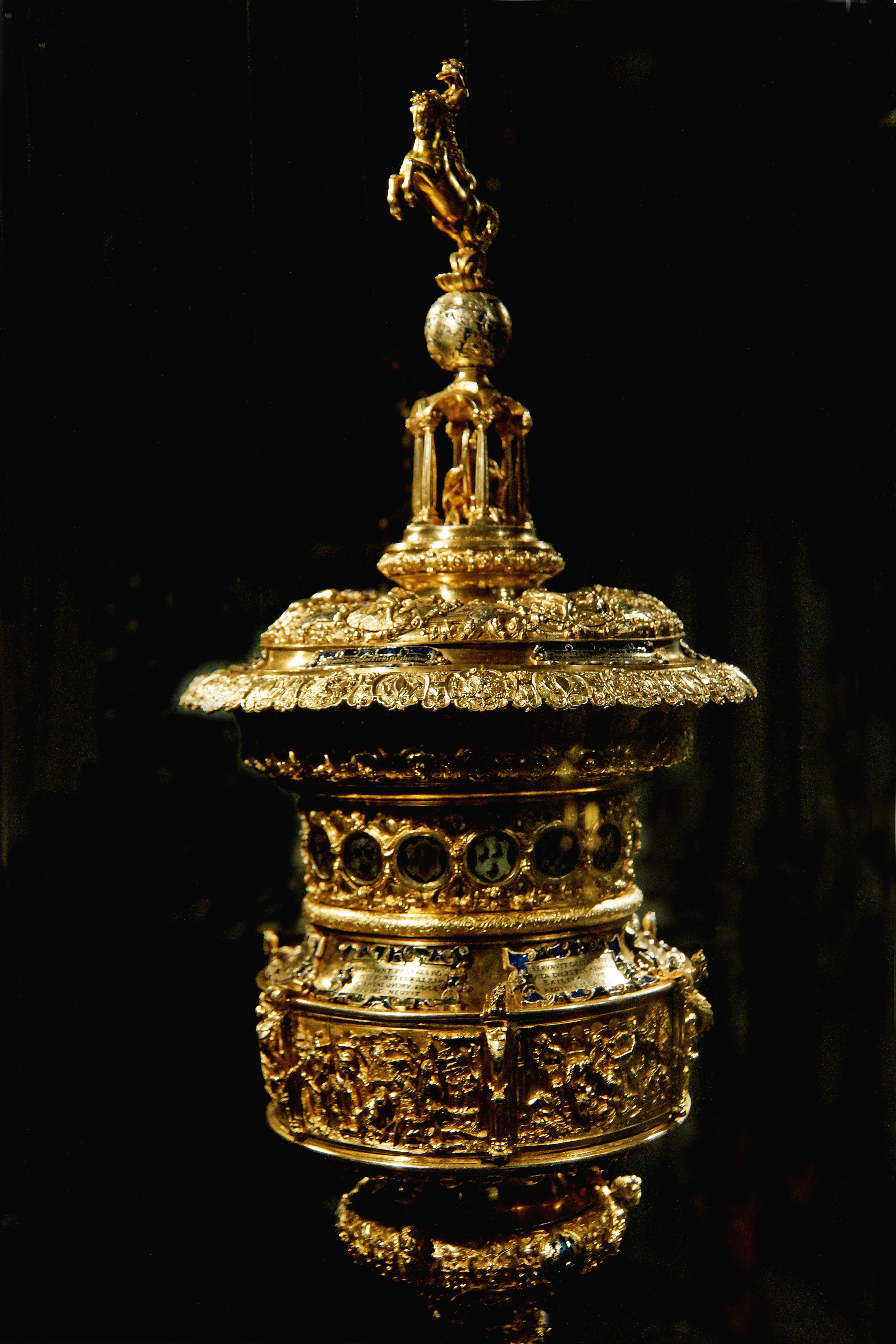
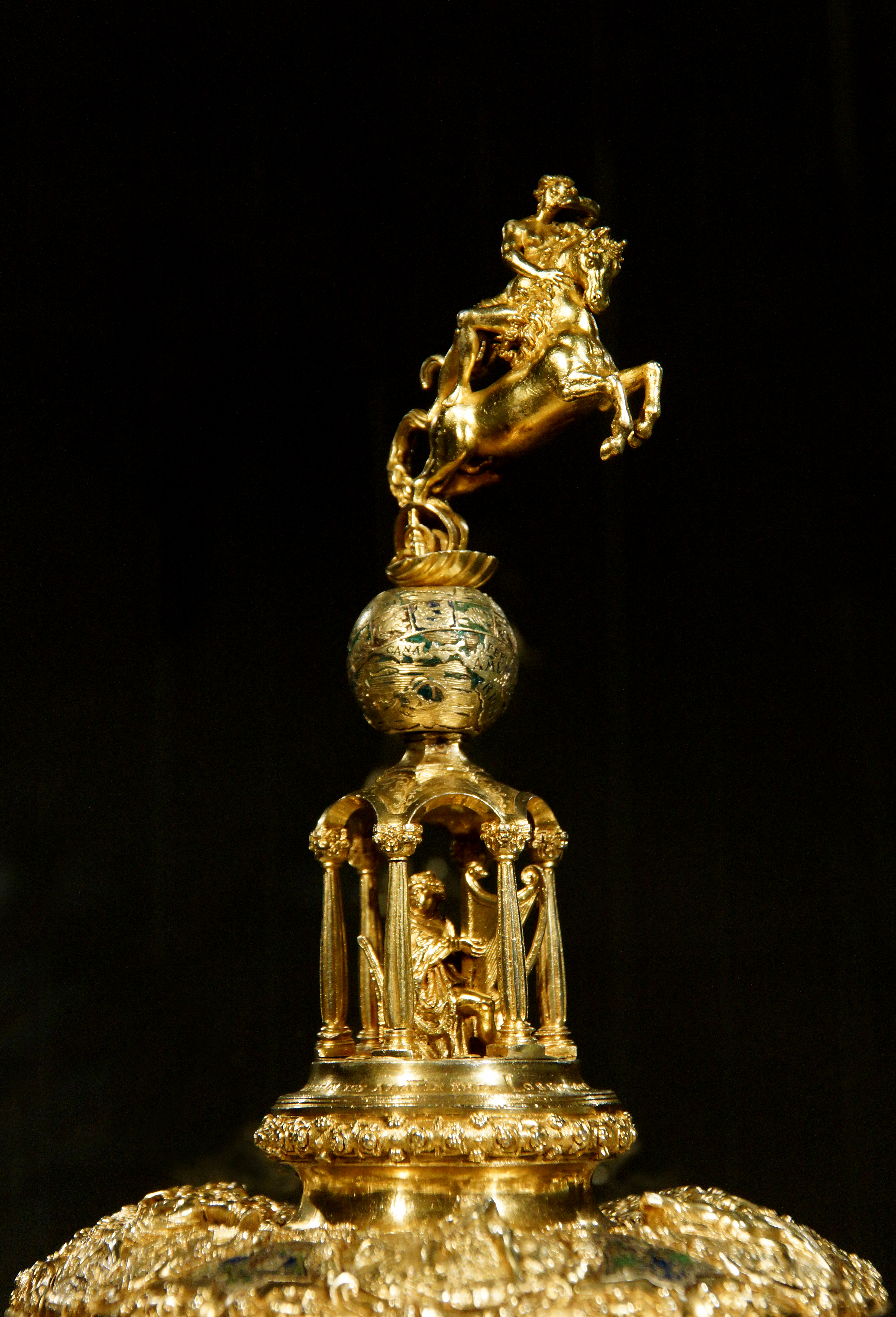

Kobenhaupt travaille aussi pour d'autres familles nobles, telles que les Hanau-Lichtenberg qui possèdent des biens au nord de l'actuel Bas-Rhin (Bouxwiller, Niederbronn, Brumath) et outre-Rhin le long du fleuve.
Le musée de l'Œuvre Notre-Dame de Strasbourg conserve une noix de coco montée en poire à poudre, en cuivre et argent, antérieure à 1567 (voir infobox). Témoignant du goût de l'époque pour les objets insolites, cette pièce est sculptée de trois scènes en bas-relief : l'une représente l'Amérique par des Indiens, un singe, un perroquet ; une autre, pour l'Asie, Alexandre refusant des présents, un chameau, un crocodile ; l'Europe est figurée par deux hommes, l'un, drapé, qui tient un livre portant la date 1565, ainsi que des têtes de cheval et de bœuf. La noix est posée sur un pied circulaire, bordé d'une zone ajourée décorée de rinceaux reliés par trois frettes ajourées à la partie supérieure. Le col en métal est orné de têtes de lions.
Vers 1570 Georges Kobenhaupt réalise une série de douze gobelets de mois (Monatsbecher), dont cinq seulement (janvier, mars, mai, juin et juillet) ont été conservés, mais il s'agit de la plus grande série connue de ce type parvenue jusqu’à nous. Des scènes liées aux activités de chaque mois sont gravées sur les surfaces non dorées, tandis que les pourtours de la lèvre et de la base portent des proverbes appropriés.

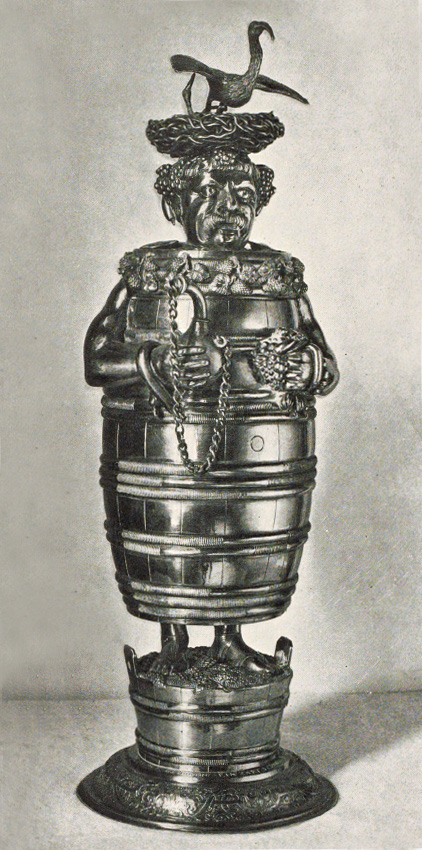
Bacchus dans un tonneau en forme de gobelet (1567).

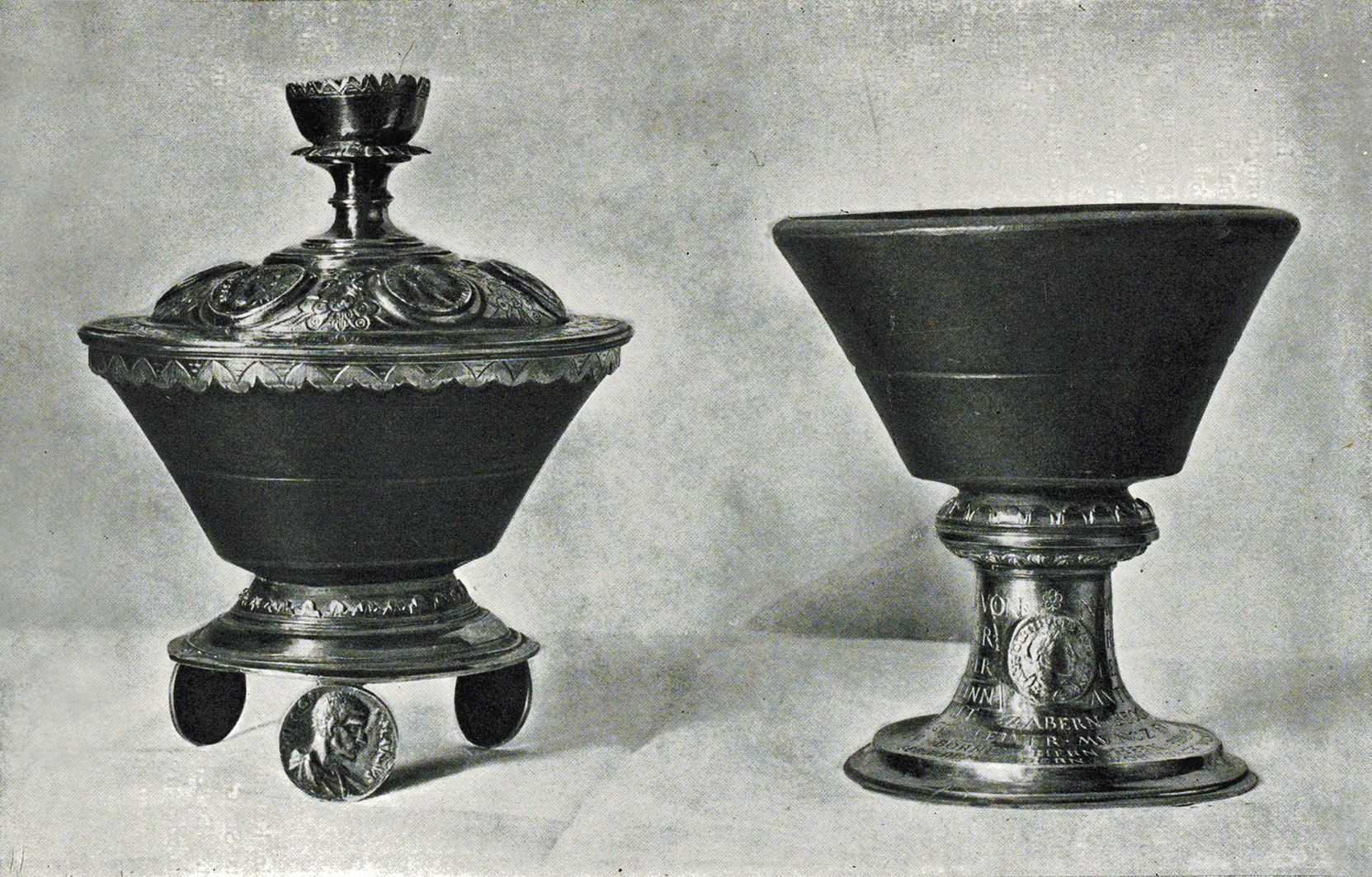
Coupes en céramique sigillée (1572).

Le musée du château de Darmstadt détient ainsi plusieurs pièces de Kobenhaupt arrivées par voie d'héritage dans les collections ducales, une pièce de 1567, Bacchus dans un tonneau en forme de gobelet, qui témoigne de la dimension comique de son œuvre, avec une cigogne nichant sur une tête moustachue et des bras et des pieds dépassant du tonneau, également deux coupes en céramique sigillée serties d’argent, de 1572,,.

#### Généralités
- (de) Friedrich Back, « Kunstwerke aus dem Elsass in Darmstädter Sammlungen », Revue alsacienne illustrée, no 15, 1913, p. 59-72, lire en ligne sur Gallica
- François Joseph Fuchs, « Georg Kobenhaupt », Nouveau dictionnaire de biographie alsacienne, 1993, [lire en ligne]
- Geneviève Haug, « L'orfèvrerie en Alsace des origines au XIXe siècle », Revue d'Alsace, no 110,‎ 1984, p. 113-140
- (de) Hans Haug, « Zur Geschichte des Strassburger Goldschmiedehandwerks 1362-1870 », XIV. Verbandstag deutscher Juweliere, Gold- und Silberschmiede, Strassburg 7.-11. August 1914, Strasbourg, 1914, p. 33-36
- Hans Haug, L'Art en Alsace, Grenoble, 1962, p. 145
- Hans Haug, Le siècle d’or de l’orfèvrerie de Strasbourg, catalogue de l’exposition à Paris du 10 au 31 octobre 1964 chez Jacques Kugel, Strasbourg, 1964, p. 58-59
- Hans Haug, « Strasbourg pendant cinq siècles une des capitales de l’orfèvrerie européenne », Connaissance des Arts, n° 151, sept. 1964, p. 103-111
- Hans Haug, L'orfèvrerie de Strasbourg dans les collections publiques françaises (tome 22 de l'Inventaire des Collections publiques françaises), Éditions des Musées nationaux, Palais du Louvre, 1978, 225 p. (ISBN 9782711800742, lire en ligne), p. 53
- (de) Hans Haug, Die Renaissance im deutschen Südwesten zwischen Reformation und Dreissigjährigem Krieg. Heidelberger Schloss 21 Juin-19 Oktober 1986, catalogue d’exposition, II, Karlsruhe, 1986, p. 967.
- (de) Ulrike Jaenchen, Der Goldschmied Georg Kobenhaupt, Ludwig-Maximilians Universität (Munich), 1977, 228 p. (thèse)
- Alexis Kugel, Philippe Bastian et Pauline Loeb-Obrenan, Vermeilleux ! L'argent doré de Strasbourg : XVIe au XXe siècle, Saint-Rémy-en-l'Eau, Monelle Hayot, 2014, 352 p. (ISBN 978-2903824914), p. 35-36
- (de) Franz Friedrich Leitschuh (de), Strassburg, Leipzig, 1903, p. 120-121
- (de) Hans Meyer, Die Strassburger Goldschmiedezunft von ihrem Entstehen bis 1681, Leipzig, Duncker & Humblot, 1881, p. 216
- (de) Marc Rosenberg (de), Der Goldschmiede-Merkzeichen, 3e éd., IV, Berlin, 1928, p. 321, no 6967
- (de) Hans Rott, Quellen und Forschungen zur südwestdeutschen und schweizerischen Kunstgeschichte im 15. und 16. Jahrhundert, Stuttgart, III-1, 1936, p. 285
- (de) Thieme-Becker (Allgemeines Lexikon der bildenden Künstler von der Antike bis zur Gegenwart), XXI, 1927, p. 59

#### Le hanap de Ribeaupierre
- (de) Adolf Schricker, « Georg Kobenhaupt, der Meister des Prachtpokals der Königlich Bayerischen Schatzkammer » , in Zeitschrift des Bayerischen Kunstgewerbevereins in München, 1896, Heft 12 , p. 13-15
- H. Hubert, G. Meyer, « Le grand hanap des sires de Ribeaupierre et ses motifs miniers (vers 1543) », Pierres et terre, 25-26, 1982, p. 22-34.
- (de) J. Rees, « Der Rappolsteiner Pokal », Welt am Oberrhein, 1967, p. 43-44
- (de)  R. Slotta, « Anmerkungen zum Rappolsteiner Pokal », Anschnitt. Zeitschrift für Kunst und Kultur im Bergbau, 33, 1981, p. 292-294